# بوبل بوب!
بوبل بوب! (بالإنجليزية: Bubble Pop!)  هي أول أسطوانة مطولة للمغنية الكورية الجنوبية هيونا، بينما هي عضو في فرقة الفتيات الكورية الجنوبية فور مينيت. صدر في 5 يوليو 2011، بواسطة كيوب إنترتينمنت.

## الإصدار والإستقبال
في 30 يونيو 2011، تم إصدار أغنية ترويجية "A Bitter Day" رقميًا.  وصلت الأغنية في المرتبة 10 على مخطط غاون الأسبوعي وعلى المرتبة 165 على مخطط غاون لنهاية لعام 2011.
في 5 يوليو 2011، تم إصدار أغنية من الأسطوانة المطولة "Bubble Pop!" بنفس اسم الألبوم، وفيديو موسيقي تم تصويره في أوكيناوا، اليابان قامت هيونا بالترويج للأغنية في العروض الموسيقية من 8 يوليو 2011 على Music Bank ، Show! Music Core و Inkigayo و M! Countdown , وصلت الأغنية إلى المرتبة 4 على مخطط غاون الأسبوعي وبالمرتبة 21 على مخطط لنهاية عام 2011 لـ غاون.  باعت مجموعه 2,694,310 نسخة رقمية.
في 9 كانون الأول (ديسمبر) 2011، صُنفت أغنية "Bubble Pop!" في المرتبة رقم 9 في قائمة مجلة SPIN «أفضل 20 أغنية لعام 2011».
وظهرت الأغنية في لعبة فيديو الرقص Just Dance لعام 2018 كواحدة من قائمة الأغاني.

## الترويج والجدل
بالترويج للأغنية في العروض الموسيقية من 8 يوليو 2011 على Music Bank ، Show! Music Core و Inkigayo و M! Countdown
في أغسطس، أوقفت كيوب إنترتينمنت العروض الترويجية لأن فيديو موسيقى الأغنية وتصميم الرقصات والأزياء على المسرح اعتبرتها لجنة الاتصالات الكورية (KCC) «موحية جنسيًا للغاية».  قررت كيوب الترويج لأغنية متابعة واحدة بعنوان "Just Follow"، والتي تضم مغني الراب Dok2.

## الأغاني
- "Attention"

- "Bubble Pop!"

- "Downtown" (تعاون مع. جيون جا-يون)

- "A Bitter Day" (تعاون مع. يونغ جين-هيونغ & G.NA)

- "Just Follow" (تعاون مع. Dok2)